# Siebel Systems
Siebel Systems, Inc. (NASDAQ: SEBL), fundada por Thomas Siebel, é vocacionada para o desenho, desenvolvimento, marketing e supporte das Aplicações eBusiness, a família de aplicações empresariais que ajuda as organizações a gerir a sua relação com os clientes, parceiros e empregados.
A Siebel é conhecida como uma referência em software 
CRM.
Em outubro de 2005, A empresa foi adquirida pela Oracle, por um valor aproximado de 5,85 bilhões de dólares.